# Rhinanthus wagneri
Rhinanthus wagneri är en snyltrotsväxtart som beskrevs av Árpád von Degen. Rhinanthus wagneri ingår i släktet skallror, och familjen snyltrotsväxter. Inga underarter finns listade i Catalogue of Life.